# Хоробичі (пункт контролю)
52°1′49.4″ пн. ш. 31°29′29.7″ сх. д. / 52.030389° пн. ш. 31.491583° сх. д.
Хоро́бичі — пункт контролю на державному кордоні України на кордоні з Білоруссю.
Розташований у Чернігівській області, Городнянський район, на залізничній станції Хоробичі в однойменному селі на залізничному відрізку Бахмач — Гомель (Білорусь). Відстань до державного кордону — 13 км.
Вид пункту пропуску — залізничний. Статус пункту пропуску — міжнародний.
Характер перевезень — пасажирський, вантажний.
Окрім радіологічного, митного та прикордонного контролю, пункт контролю «Хоробичі» може здійснювати фітосанітарний і ветеринарний контроль.
Пункт контролю «Хоробичі» входить до складу митного посту «Щорс» Чернігівської митниці. Код пункту контролю — 10207 09 00 (12).